# Danube Planum

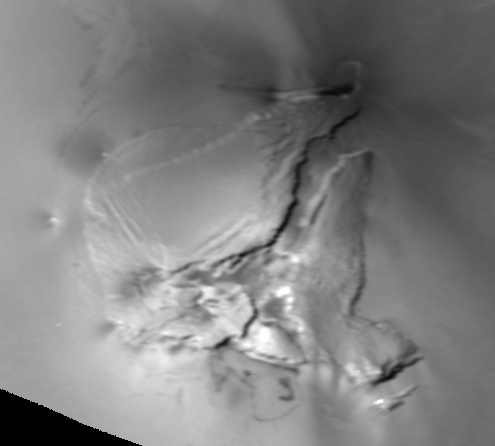
Danube Planum visto por la Voyager 1 en marzo de 1979

Danubio Planum es una meseta rift en la superficie de la luna de Júpiter, Ío. Se encuentra en el hemisferio posterior de Ío en 22.73°S, 257.44°W. Danube Planum tiene 244,22 kilómetros de ancho y 5,5 km de altura. La montaña está dividida en dos por un cañón de 15 a 25 kilómetros de ancho, con tendencia noreste-suroeste, que divide la montaña en dos montañas principales este y oeste, con varios bloques adicionales en el extremo sur de la fractura. El margen exterior de la meseta está marcado por escarpes de 2,6 a 3,4 km de altura. El desgaste masivo en forma de depósitos de deslizamientos de tierra es visible a lo largo de la base de la mitad occidental del Danubio Planum. Dos depresiones volcánicas, conocidas como paterae, se encuentran en los extremos norte y sur de la montaña. El volcán en el extremo norte, Pele, es uno de los volcanes más activos de Ío. Una de las fallas que ayudó a formar el Danubio Planum también puede actuar como un conducto para que el magma se eleve a la superficie en Pele.
En 1985, la Unión Astronómica Internacional nombró oficialmente a la montaña en honor al río Danubio, uno de varios lugares por los que pasó el mitológico Ío durante sus viajes. 